# Чайка (фильм, 1970)
«Ча́йка» — советский цветной художественный фильм Юлия Карасика. Экранизация одноимённой пьесы А. П. Чехова.

## В ролях
- Алла Демидова — Ирина Николаевна Аркадина (по мужу Треплева), актриса
- Владимир Четвериков — Константин Гаврилович Треплев, сын Ирины Николаевны
- Николай Плотников — Пётр Николаевич Сорин, помещик
- Людмила Савельева — Нина Михайловна Заречная, дочь соседнего помещика
- Армен Джигарханян — Илья Афанасьевич Шамраев, управляющий в поместье
- Софья Павлова — Полина Андреевна Шамраева, жена Ильи Афанасьевича
- Валентина Теличкина — Мария Ильинична Шамраева, дочь Ильи Афанасьевича
- Юрий Яковлев — Борис Алексеевич Тригорин, беллетрист
- Ефим Копелян — Евгений Сергеевич Дорн, врач
- Сергей Торкачевский — Семён Семёнович Медведенко, учитель
- Станислав Симонов — Яков, работник в поместье
- Генрикас Кураускас — Князьков, сторож в поместье

## Съёмочная группа
- Режиссёр-постановщик: Юлий Карасик
- Сценарист: Юлий Карасик
- Главный оператор: Михаил Суслов
- Главный художник: Борис Бланк
- Композитор: Альфред Шнитке

## Награды
- 1973 — МКФ в Чикаго. Приз «Серебряный Хьюго» за лучшую экранизацию классического произведения и мастерство актёрского ансамбля.